# Leucopholis tristicula
Leucopholis tristicula är en skalbaggsart som beskrevs av Brenske 1896. Leucopholis tristicula ingår i släktet Leucopholis och familjen Melolonthidae. Inga underarter finns listade i Catalogue of Life.